# Flemming Lund
Flemming Lund (ur. 6 października 1952 w Kopenhadze) – duński piłkarz występujący na pozycji pomocnika.

## Kariera klubowa
Lund karierę rozpoczynał w sezonie 1971 w pierwszoligowym zespole B1903. W 1972 roku przeszedł do belgijskiego Royal Antwerp FC. W sezonach 1973/1974 oraz 1974/1975 wywalczył z nim wicemistrzostwo Belgii. W 1976 roku został graczem niemieckiego Rot-Weiss Essen. W Bundeslidze zadebiutował 14 sierpnia 1976 w zremisowanym 2:2 meczu z Tennis Borussią Berlin. 1 marca 1977 w zremisowanym 2:2 pojedynku z FC Schalke 04 strzelił pierwszego gola w Bundeslidze. W Essen Lund spędził sezon 1976/1977.
Następnie przeniósł się do innego pierwszoligowca, Fortuny Düsseldorf. Jej barwy reprezentował przez dwa sezony. W 1979 roku wyjechał do Stanów Zjednoczonych, gdzie do 1985 roku grał w zespołach ligi NASL, a także indoorowej ligi MISL, takich jak Dallas Tornado, Detroit Lightning (indoor), Dallas Tornado (indoor), Buffalo Stallions, Vancouver Whitecaps, Tampa Bay Rowdies, Tampa Bay Rowdies (indoor), Cleveland Force (indoor), New York Cosmos (indoor) oraz Wichita Wings (indoor). W międzyczasie, zaliczył dwa epizody gry w duńskim B1903.
W 1985 roku Lund zakończył karierę.

## Kariera reprezentacyjna
W reprezentacji Danii Lund zadebiutował 29 czerwca 1972 w przegranym 0:2 meczu Mistrzostw Nordyckich ze Szwecją. 9 października 1974 w wygranym 2:1 towarzyskim pojedynku z Islandią strzelił swojego pierwszego gola w kadrze. W latach 1972–1979 w drużynie narodowej rozegrał 19 spotkań i zdobył 2 bramki.